# Rågöl
Rågöl är ett öl som görs på malt  av råg. Det innehåller dock vanligen även kornmalt, till minst 50 %. Tyskt roggenbier som klassas som ett specialöl, innehåller exempelvis bara 60 % rågmalt. Vanligen används jäst utvecklade för veteöl.
Det finska Sahti, som kan betecknas som ett rågöl, är ofta smaksatt med enbär men även andra smaker förekommer och Gotlandsdricke kan förekomma i form av rågöl, med hög alkoholhalt.
De största märkena är Paulaner Roggen, Schierlinger Roggen och Schlägl Goldrogge.